# Pelgrimhof

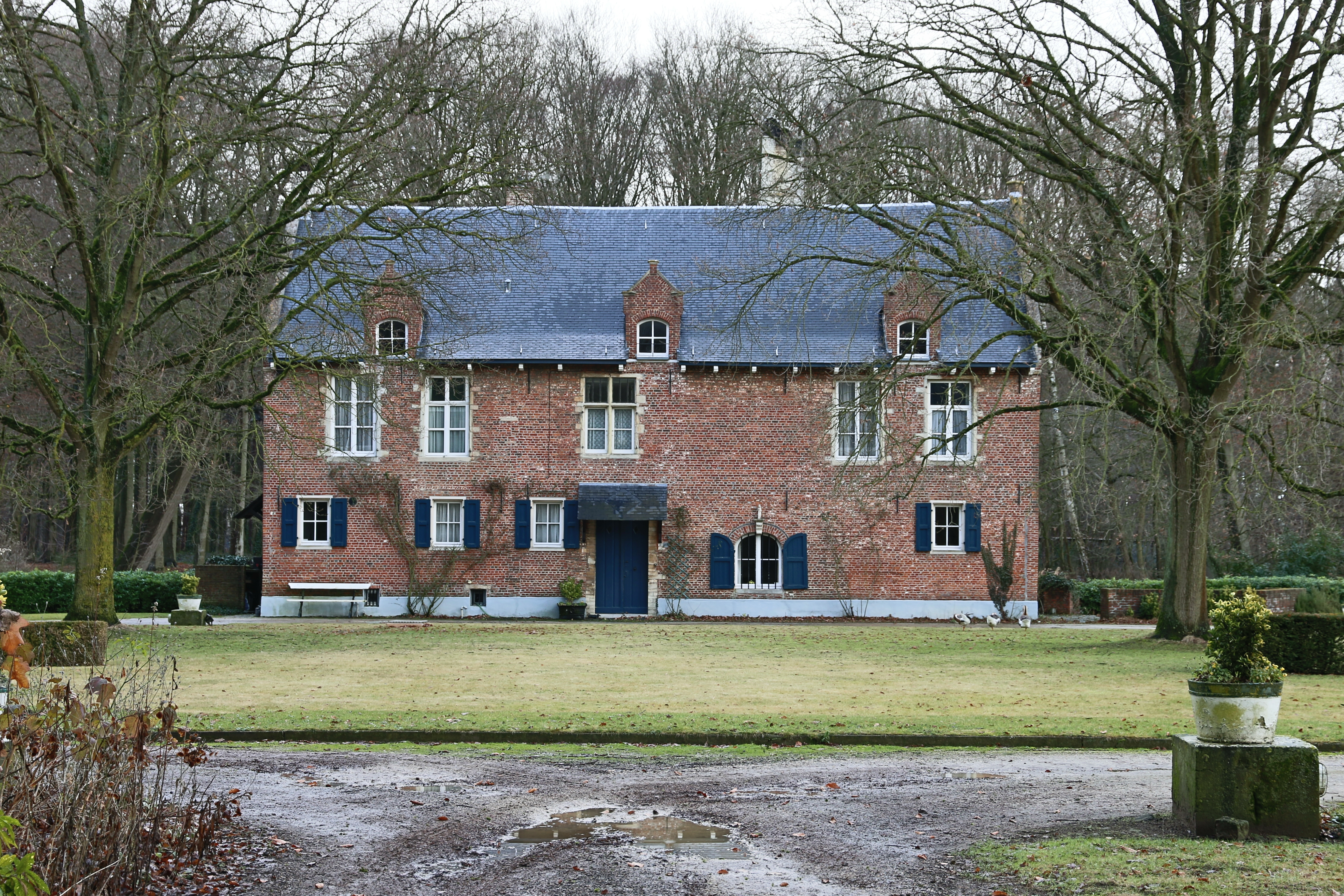
Pelgrimhof

Het Pelgrimhof is een kasteel in de Antwerpse plaats Heist-op-den-Berg, gelegen aan de Pelgrimhofstraat 8-10.

## Geschiedenis
De naam Pelgrimhof gaat terug naar een document van 1412 toen ene Pelgrim Tucbake het goed in leen had.
Omstreeks midden 17e eeuw werd hier een buitenhuis ("hof van plaisantie") gebouwd. Het was een omgracht terrein.

## Domein
Over een naar het zuidoosten gerichte dreef kan men het domein betreden via een toegangspoort van omstreeks 1800. Het kasteel is 17e-eeuws maar werd in de 20e eeuw nog enigszins gewijzigd. Daarnaast is er een conciërgewoning en een voormalige stal. Het geheel bevindt zich op een door grachten omsloten eiland dat deel uitmaakt van een groter, nog deels omgracht, domein. Dit is een bosrijk park, doorsneden door dreven en voorzien van waterpartijen met bruggetjes.